# Sérgio Viotti
Sérgio Luiz Viotti (São Paulo, 14 de marzo de 1927 - São Paulo, 26 de julio del 2009) fue un actor brasileño.
Se mudó a Río de Janeiro y publicó páginas literarias en periódicos. Fue a Londres y en la BBC fue crítico literario, traductor, productor, director y actor de radio teatro. Permaneció allí hasta 1958. En 1957 dirigió a la actriz Madalena Nicol en monólogos en el Arts Theatre de Londres. En 1958, ya en Brasil, continuó como director. Además de actor y director, Sérgio Viotti fue uno de los fundadores de TV Cultura cuando pasó a la televisión educativa. Se ocupó de la asociación entre la cultura y la BBC en Londres. En los años 1970 fue a Rádio MEC, de Río de Janeiro, como director artístico.
Las telenovelas Olho por Olho y Olho no Olho, en las que participó el actor, a menudo se confunden.
«Américo Abreu» y «Manuel Melgaço», sus personajes en Anjo Mau y Duas Caras, eran portugueses.
Dulcinéa Vai à Guerra de TV Bandeirantes, terminó en su 54 cumpleaños en 1981.
Murió de un ataque al corazón el 26 de julio del 2009, a los 82 años, después de tres meses en el hospital. Fue el compañero de Dorival Carper durante sus últimos 47 años de vida.

## Carrera

### En la televisión
| Año  | Título                       | Personaje          |
| ---- | ---------------------------- | ------------------ |
| 1959 | Grande Teatro Tupi           | —                  |
| 1980 | Dulcinéa Vai à Guerra        | —                  |
| 1985 | O Tempo e o Vento            | Deodato            |
| 1986 | Sinhá Moça                   | Frei José          |
| 1987 | Corpo Santo                  | Grego (Nicolas)    |
| 1988 | O Primo Basílio              | Eliseu             |
| 1988 | Olho por Olho                | Eliseu             |
| 1989 | Kananga do Japão             | Saul               |
| 1990 | Meu Bem, Meu Mal             | Toledo             |
| 1990 | Mico Preto                   | Plínio             |
| 1992 | Despedida de Solteiro        | Gabriel Chadade    |
| 1993 | Olho no Olho                 | Jorginho           |
| 1995 | História de Amor             | Gregório Furtado   |
| 1995 | Irmãos Coragem               | Rafael Bastos      |
| 1996 | Xica da Silva                | Conde da Barca     |
| 1997 | Por Amor e Ódio              | Frederico Saragoça |
| 1997 | Anjo Mau                     | Américo Abreu      |
| 1999 | Suave veneno                 | Alceste            |
| 1999 | Terra Nostra                 | Ivan Maurício      |
| 2001 | Os Maias                     | Padre Vasques      |
| 2002 | O Beijo do Vampiro           | Padre Ambrósio     |
| 2003 | La casa de las siete mujeres | Padre Cordeiro     |
| 2004 | Um Só Coração                | Samuel             |
| 2006 | JK                           | Adolpho Bloch      |
| 2007 | Dos caras                    | Manuel de Andrade  |

### En el cine
- 1965 — 22-2000 Cidade Aberta
- 1965 — Um Ramo para Luísa
- 1986 — Angel Malo
- 1995 — Sábado - narrador
- 2004 — O homem que sabia javanês – Barão de Jacuecanga